# Myrängen-Högmora

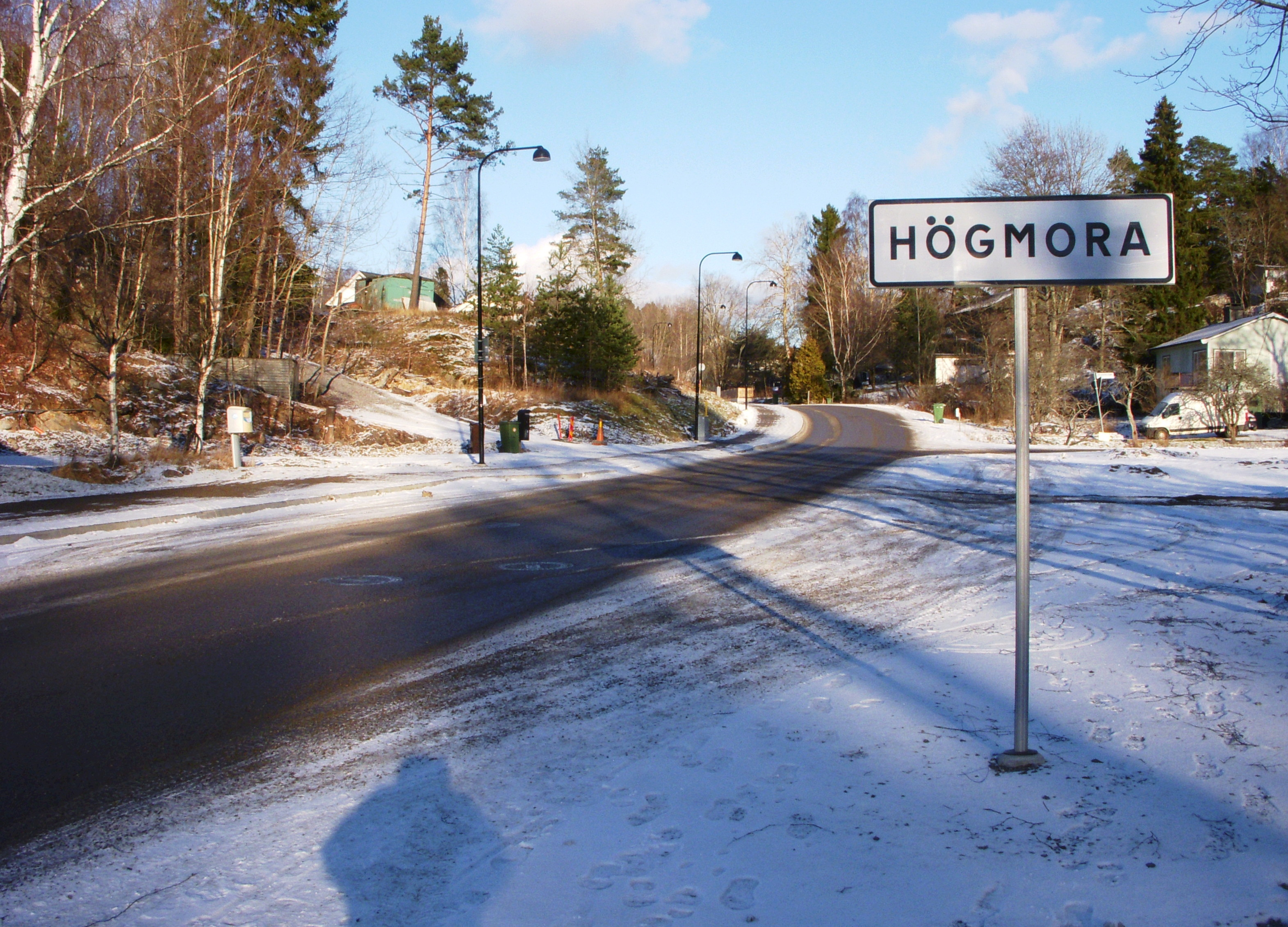
Högmora vägskylt.

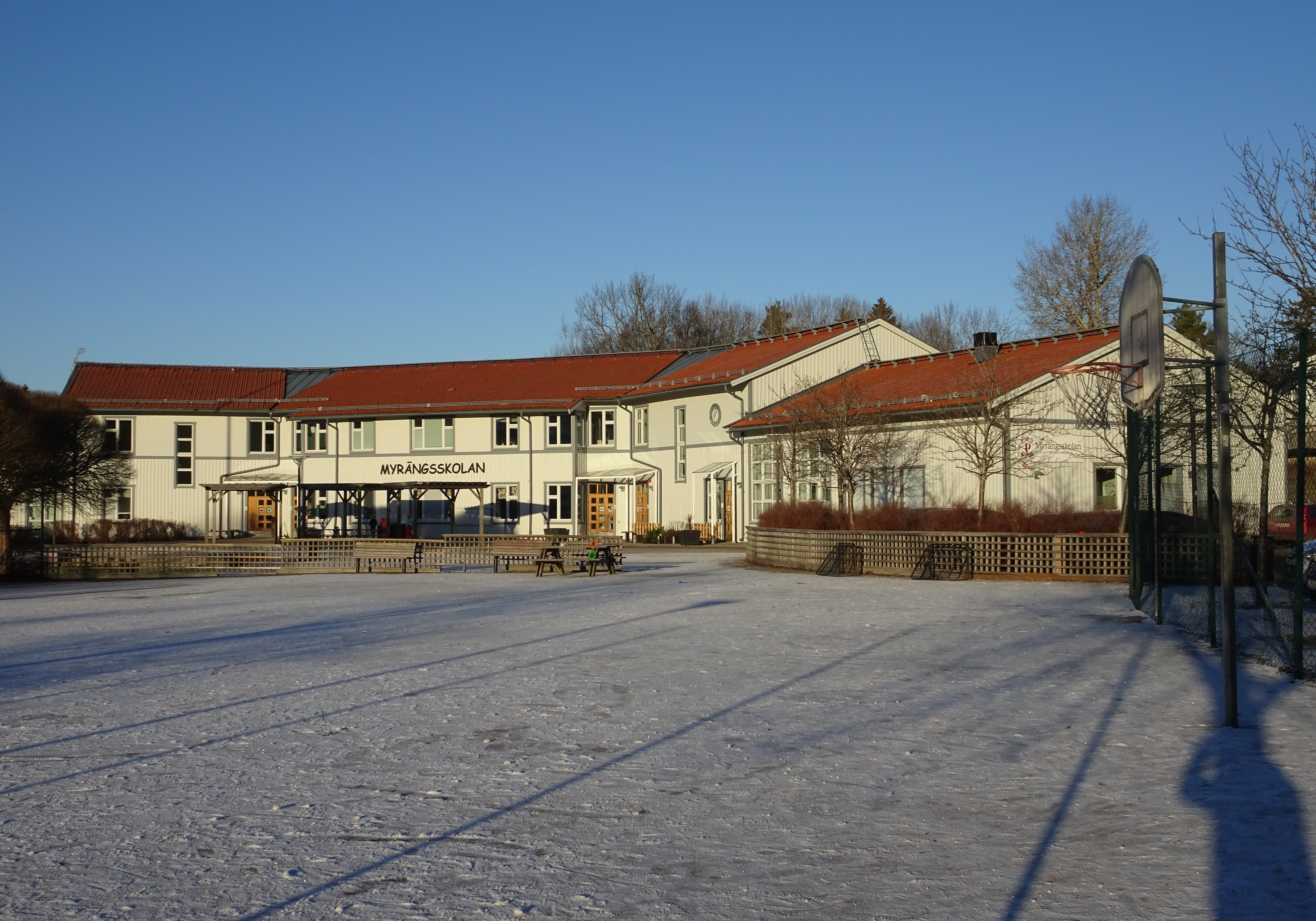
Myrängsskolan.

Myrängen-Högmora är ett bostadsområde i den tidigare kommundelen Stuvsta-Snättringe och är en del av tätorten Stockholm. Området är belägen söder om västra Magelungen och norr om sjön Trehörningen.
Högmora består av fritidshus med viss permanent bebyggelse. Till skillnad från Högmora har Myrängen radhus. I delen Myrängen ligger Myrängsskolan som är en F-3 skola (förskola till årskurs 3). Här arbetar 22 pedagoger tillsammans med ca 150 barn. De bägge områdena är belägna i skogs- och bergsområdet Kynäsberget som täcker större delen av centrala Huddinge kommun. 
Sedan 2018 är Högmora en egen kommundel kallad Högmora. Myrängen hör sedan dess till den nybildade kommundelen Stuvsta. Huddinge kommun håller på med utbyggnad av gator och ledningar i området som förvandlas från fritidshusområde till permanentboende. Kommunen planerar för cirka 500 nya bostäder och en skola.

## Valkrets
Myrängen-Högmora utgör en valkrets vid riksdags-, kommunal- och landstingsval i Sverige.
Inför riksdagsvalet 2010 slogs valdistrikten Myrängen och Högmora ihop till ett enda valdistrikt, med 1 174 röstberättigade till 2010 års riksdagsval.